# لوماري غيني
لوماري غيني (الاسم العلمي:Lomariopsis guineensis) هو نوع من النبات يتبع جنس اللوماري من الفصيلة اللومارية.